# Лабораторна склянка

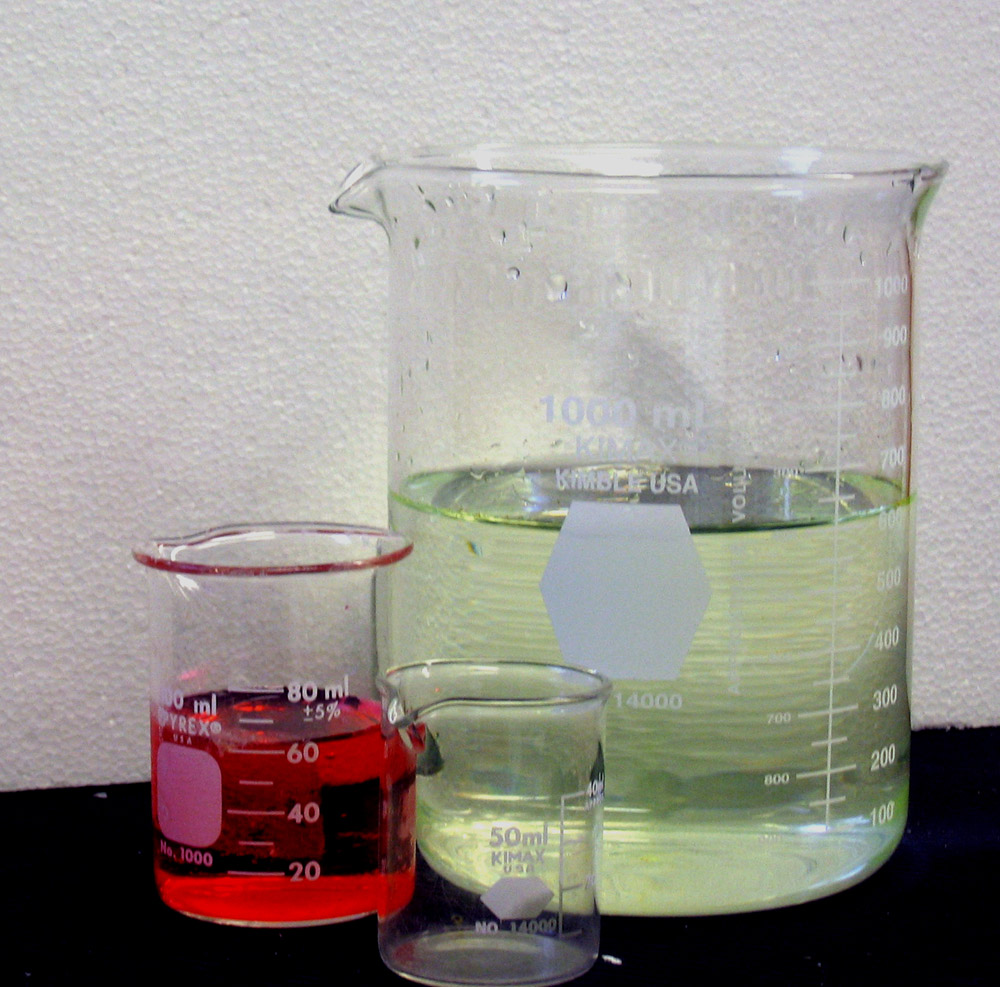
Лабораторні склянки

Лаборато́рна скля́нка, або хімі́чна скля́нка — це тонкостінна циліндрична ємність з круглим дном.
Лабораторна склянка є вельми важливою частиною хімічної або біологічної лабораторії. Як правило, за формою лабораторні склянки являють собою строгий циліндр, хоча іноді можуть мати форму зрізаного конуса, що розширюється догори. Стандартна форма як правило, має висоту в 1,4 раза більше діаметра. Обов'язковим атрибутом хімічної склянки є носик для зручного зливання рідини. Дно у хорошої склянки повинно бути плоским, для зручності використання магнітної мішалки. Виготовляються зазвичай з термостійкого скла, але можуть бути пластиковими і металевими. Об'єм лабораторних склянок варіюється від 5 мл до 2 л. На склянках може бути нанесена шкала об'єму, проте вона приблизна і служить тільки для орієнтування. Посудини з точними шкалами, що служать для вимірювання об'єму рідини, називають мензурками. Лабораторні склянки використовуються зазвичай для приготування розчинів складного складу, коли необхідно при перемішуванні розчиняти кілька твердих речовин, для фільтрування, випарювання.
Лабораторні склянки виготовляють відповідно до ГОСТ 23932-90 (Посуд лабораторний скляний).